# Maike Nollen
Maike Nollen (n. 15 noiembrie 1977, Berlin, RDG) este o canoistă ce a reprezentat Germania, medaliată olimpică. A participat la o ediție a Jocurilor Olimpice (2004) în care a câștigat o medalie de aur.

## Participări
Lista de mai jos prezintă principalele competiții la care a participat Maike Nollen de-a lungul carierei.
- canoeing at the 2004 Summer Olympics – women's K-4 500 metres[*]